# Natation aux Jeux olympiques d'été de 1980
Navigation
La natation fait sa 19e apparition au programme olympique à l'occasion des Jeux olympiques d'été de 1980 organisés à Moscou.

## Tableau des médailles
| Rang  | Pays               | Médaille d'or | Médaille d'argent | Médaille de bronze | Total |
| 1     | Allemagne de l'Est | 12            | 10                | 8                  | 30    |
| 2     | Union soviétique   | 8             | 9                 | 5                  | 22    |
| 3     | Suède              | 2             | 2                 | 1                  | 5     |
| 4     | Australie          | 2             | 0                 | 5                  | 7     |
| 5     | Grande-Bretagne    | 1             | 3                 | 1                  | 5     |
| 6     | Hongrie            | 1             | 2                 | 1                  | 4     |
| 7     | Pays-Bas           | 0             | 0                 | 1                  | 1     |
| 7     | Brésil             | 0             | 0                 | 1                  | 1     |
| 7     | Danemark           | 0             | 0                 | 1                  | 1     |
| 7     | Pologne            | 0             | 0                 | 1                  | 1     |
| 7     | Espagne            | 0             | 0                 | 1                  | 1     |
| Total | Total              | 26            | 26                | 26                 | 78    |

## Podiums
Légende
| - RM : record du monde - RO : record olympique - RAf : record d'Afrique - RAm : record des Amériques | - RAs : record d'Asie - RE : record d'Europe - ROc : record d'Océanie |

### Hommes
| Épreuves             | Or                                                                                             | Argent                                                                                             | Bronze                                                                            |
| Nage libre           |                                                                                                | |                                                                                   |
| 100 m                | Jörg Woithe Allemagne de l'Est 50 s 40                                                         | Pelle Holmertz Suède 50 s 97                                                                       | Per Johansson Suède 51 s 29                                                       |
| 200 m                | Sergey Kopliakov Union soviétique 1 min 49 s 81 (RO)                                           | Andreï Krylov Union soviétique 1 min 50 s 76                                                       | Graeme Brewer Australie 1 min 51 s 60                                             |
| 400 m                | Vladimir Salnikov Union soviétique 3 min 51 s 31 (RO)                                          | Andreï Krylov Union soviétique 3 min 53 s 24                                                       | Ivar Stukolkin Union soviétique 3 min 53 s 95                                     |
| 1 500 m              | Vladimir Salnikov Union soviétique 14 min 58 s 27 (RM)                                         | Aleksandr Chayev Union soviétique 15 min 14 s 30                                                   | Max Metzker Australie 15 min 14 s 49                                              |
| Papillon             |                                                                                                | |                                                                                   |
| 100 m                | Pär Arvidsson Suède 54 s 92                                                                    | Roger Pyttel Allemagne de l'Est 54 s 94                                                            | David López-Zubero Espagne 55 s 13                                                |
| 200 m                | Sergey Fesenko Union soviétique 1 min 59 s 76                                                  | Phil Hubble Grande-Bretagne 2 min 01 s 20                                                          | Roger Pyttel Allemagne de l'Est 2 min 01 s 39                                     |
| Dos                  |                                                                                                | |                                                                                   |
| 100 m                | Bengt Baron Suède 56 s 33                                                                      | Viktor Kuznetsov Union soviétique 56 s 99                                                          | Volodymyr Dolgov Union soviétique 57 s 63                                         |
| 200 m                | Sándor Wladár Hongrie 2 min 01 s 93                                                            | Zoltán Verrasztó Hongrie 2 min 02 s 40                                                             | Mark Kerry Australie 2 min 03 s 14                                                |
| Brasse               |                                                                                                | |                                                                                   |
| 100 m                | Duncan Goodhew Grande-Bretagne 1 min 03 s 44                                                   | Arsens Miskarovs Union soviétique 1 min 03 s 82                                                    | Peter Evans Australie 1 min 03 s 96                                               |
| 200 m                | Robertas Žulpa Union soviétique 2 min 15 s 85                                                  | Albán Vermes Hongrie 2 min 16 s 93                                                                 | Arsens Miskarovs Union soviétique 2 min 17 s 28                                   |
| 4 nages              |                                                                                                | |                                                                                   |
| 400 m                | Oleksandr Sydorenko Union soviétique 4 min 22 s 89 (RO)                                        | Sergey Fesenko Union soviétique 4 min 23 s 43                                                      | Zoltán Verrasztó Hongrie 4 min 24 s 24                                            |
| Relais               |                                                                                                | |                                                                                   |
| 4 × 200 m nage libre | Union soviétique Andreï Krylov Ivar Stukolkin Vladimir Salnikov Sergey Kopliakov 7 min 23 s 50 | Allemagne de l'Est Rainer Strohbach Detlev Grabs Jörg Woithe Frank Pfütze 7 min 28 s 60            | Brésil Djan Madruga Cyro Delgado Marcus Mattioli Jorge Fernandes 7 min 29 s 30    |
| 4 × 100 m 4 nages    | Australie Mark Kerry Peter Evans Mark Tonelli Neil Brooks 3 min 45 s 70                        | Union soviétique Viktor Kuznetsov Arsens Miskarovs Yevgeniy Seredin Sergey Kopliakov 3 min 45 s 92 | Grande-Bretagne Gary Abraham Duncan Goodhew David Lowe Martin Smith 3 min 47 s 71 |

### Femmes
| Épreuves             | Or                                                                                                | Argent                                                                                 | Bronze                                                                                                  |
| Nage libre           |                                                                                                   |                                                                                        | |
| 100 m                | Barbara Krause Allemagne de l'Est 54 s 79 (RM)                                                    | Caren Metschuck Allemagne de l'Est 55 s 16                                             | Ines Diers Allemagne de l'Est 55 s 65                                                                   |
| 200 m                | Barbara Krause Allemagne de l'Est 1 min 58 s 33 (RO)                                              | Ines Diers Allemagne de l'Est 1 min 59 s 64                                            | Carmela Schmidt Allemagne de l'Est 2 min 01 s 44                                                        |
| 400 m                | Ines Diers Allemagne de l'Est 4 min 08 s 76 (RO)                                                  | Petra Schneider Allemagne de l'Est 4 min 09 s 16                                       | Carmela Schmidt Allemagne de l'Est 4 min 10 s 86                                                        |
| 800 m                | Michelle Ford Australie 8 min 28 s 90 (RO)                                                        | Ines Diers Allemagne de l'Est 8 min 32 s 55                                            | Heike Dähne Allemagne de l'Est 8 min 33 s 48                                                            |
| Papillon             |                                                                                                   |                                                                                        | |
| 100 m                | Caren Metschuck Allemagne de l'Est 1 min 00 s 42                                                  | Andrea Pollack Allemagne de l'Est 1 min 00 s 90                                        | Christiane Knacke Allemagne de l'Est 1 min 01 s 44                                                      |
| 200 m                | Ines Geissler Allemagne de l'Est 2 min 10 s 44                                                    | Sybille Schönrock Allemagne de l'Est 2 min 10 s 45                                     | Michelle Ford Australie 2 min 11 s 66                                                                   |
| Dos                  |                                                                                                   |                                                                                        | |
| 100 m                | Rica Reinisch Allemagne de l'Est 1 min 00 s 86 (RM)                                               | Ina Kleber Allemagne de l'Est 1 min 02 s 07                                            | Petra Riedel Allemagne de l'Est 1 min 02 s 64                                                           |
| 200 m                | Rica Reinisch Allemagne de l'Est 2 min 11 s 77 (RM)                                               | Cornelia Polit Allemagne de l'Est 2 min 13 s 75                                        | Birgit Treiber Allemagne de l'Est 2 min 14 s 14                                                         |
| Brasse               |                                                                                                   |                                                                                        | |
| 100 m                | Ute Geweniger Allemagne de l'Est 1 min 10 s 22                                                    | Yelvira Vasilkova Union soviétique 1 min 10 s 41                                       | Susanne Nielsson Danemark 1 min 11 s 16                                                                 |
| 200 m                | Lina Kaciusyte Union soviétique 2 min 29 s 54 (RO)                                                | Svetlana Varganova Union soviétique 2 min 29 s 61                                      | Yuliya Bogdanova Union soviétique 2 min 32 s 39                                                         |
| 4 nages              |                                                                                                   |                                                                                        | |
| 400 m                | Petra Schneider Allemagne de l'Est 4 min 36 s 29 (RM)                                             | Sharron Davies Grande-Bretagne 4 min 46 s 83                                           | Agnieszka Czopek Pologne 4 min 48 s 17                                                                  |
| Relais               |                                                                                                   |                                                                                        | |
| 4 × 100 m nage libre | Allemagne de l'Est Barbara Krause Caren Metschuck Ines Diers Sarina Hülsenbeck 3 min 42 s 71 (RM) | Suède Carina Ljungdahl Tina Gustafsson Agneta Mårtensson Agneta Eriksson 3 min 48 s 93 | Pays-Bas Conny Van Bentum Wilma Van Velsen Reggie De Jong Annelies Maas 3 min 49 s 51                   |
| 4 × 100 m 4 nages    | Allemagne de l'Est Rica Reinisch Ute Geweniger Andrea Pollack Caren Metschuck 4 min 06 s 67 (RM)  | Grande-Bretagne Helen Jameson Margaret Kelly Ann Osgerby June Croft 4 min 12 s 24      | Union soviétique Yelena Kruglova Yelvira Vasilkova Alla Grishchenkova Natalya Strunnikova 4 min 13 s 61 |